# Ross Zucco
Ross Barta Zucco (ur. 20 kwietnia 1934 w South Gate, zm. 28 września 1960 w Paramount) – amerykański łyżwiarz szybki.
W 1960 wystartował na igrzyskach olimpijskich, na których zajął 10. miejsce na 10 000 metrów ustanawiając czasem 16:37,6 rekord USA. Reprezentował klub Midway SC Saint Paul.
Zmarł 28 września 1960 w Paramount po tym, jak jego samochód zderzył się z pojazdem kierowanym przez szesnastoletniego drag racera. Został pochowany na Rose Hills Memorial Park & Mortuary w Whittier.
Rekordy życiowe:
- 500 m – 45,0 s (1960)
- 1500 m – 2:21,9 s (1960)
- 5000 m – 8:17,8 s (1960)
- 10 000 m – 16:37,6 s (1960)